# Alansmia elastica
Alansmia elastica är en stensöteväxtart som först beskrevs av Jean Baptiste Bory de Saint-Vincent och Carl Ludwig Willdenow, och fick sitt nu gällande namn av Moguel och M. Kessler. Alansmia elastica ingår i släktet Alansmia och familjen Polypodiaceae. Inga underarter finns listade.